# 1910 Fruitgum Company
Az 1910 Fruitgum Company egy amerikai popegyüttes volt az 1960-as években. Az együttes leghíresebb dalai a "Simon Says", "May I Take a Giant Step", "1, 2, 3, Red Light", "Goody Goody Gumdrops", "Indian Giver", "Special Delivery", és a "The Train" voltak.
Tagok: Frank Jeckell, Mick Mansuetto, Glenn Lewis, Keith Crane, Eric Lipper, Mark Gutkowski, Bob Brescia, Floyd Marcus, Steve Mortkowitz, Richie Gomez, Pat Karwan, Rusty Oppenheimer, Isaac Hirsch, Mike Edell, Sid Way, Frank Yanni.

## Diszkográfia

### Nagylemezek
- 1968 - Simon Says (Buddah Records, BDM/BDS-5010)
- 1968 - 1,2,3 Red Light (Buddah Records, BDS-5022)
- 1969 - Goody, Goody Gumdrops (Buddah Records, BDS 5027)
- 1969 - Indian Giver (Buddah Records, BDS 5036)
- 1969 - Hard Ride (Buddah Records, BDS 5043)
- 1970 - Juiciest Fruitgum (Buddah Records, BDS 5057) Raccolta
- 2001 - The Best of the 1910 Fruitgum Company: Simon Says (Buddah Records, 74465 99799 2)
- 2004 - Best of 1910 Fruit Gum Co. (BBMG Special Products, 75517488982)
- 2007 - Bubblegum Christmas (Collectables Records, COL-CD-8172)

### Kislemezek
- 1968 - Simon Says/Reflections from the Looking Glass (Buddah Records, 24)
- 1968 - May I Take a Giant Step (Into Your Heart)/(Poor Old) Mr. Jensen (Buddah Records, 39)
- 1968 - 1,2,3, Red Light/Sticky, Sticky (Buddah Records, 54)
- 1968 - Goody Goody Gumdrops/Candy Kisses (Buddah Records, 71)
- 1969 - Indian Giver/Liza (Buddah Records, 91)
- 1969 - Special Delivery/No Good Annie (Buddah Records, 114)
- 1969 - The Train/Eternal Light (Buddah Records, 130)
- 1969 - When We Get Married/Baby Bret (Buddah Records, 146)
- 1970 - Go Away/The Track (Super K Records, 115)
- 1970 - Lawdy, Lawdy/The Clock (Attack Records, 10293)